# 세기의 거래
《세기의 거래》(영어: Deal of the Century)는 미국에서 제작된 윌리엄 프리드킨 감독의 1983년 코미디 영화이다. 체비 체이스, 그레고리 하인스, 시고니 위버 등이 출연하였고, 버드 요킨 등이 제작에 참여하였다. 남아메리카 독재자에게 무기 판매를 완수하려는 여러 무기상들의 모험을 다룬다.

## 줄거리
미국인 무기상 에디는 전쟁으로 황폐해지고 빈곤한 가상의 중남미 국가 산미겔에서 정신이 온전치 못한 독재자를 몰아내려고 하는 반란군을 상대로 총기를 판매하고 있다.
그러나 미국 방위산업체 럭업의 영업 사원인 해럴드가 무인 항공기(UAH) 피스메이커 계약을 따내려고 애쓰던 도중 자살하자 에디는 바로 해럴드의 일을 이어받아 독재 정부 상대로 거액 계약을 따낸다.
에디가 미국으로 돌아온 뒤 해럴드의 아내 캐서린이 찾아와 계약 지분을 요구한다. 한편 피스메이커 시연이 대실패로 끝나자 산미겔 정부는 계약을 취소한다. 럭업 간부 프랭크는 에디에게 재계약을 도와달라고 하는데...

## 출연
- 체비 체이스 - 에드워드 "에디" 먼츠 역
- 그레고리 하인스 - 레이 캐스터낵, 전 전투기 조종사 역
- 시고니 위버 - 캐서린 더보토 역
- 빈스 에드워즈 - 프랭크 스트라이커 역
- 월리스 숀 - 해럴드 더보토 역
- 리처드 리버티니 - 카이힘 마사기 역
- 리처드 허드 - 라일 역
- 랜디 브룩스 - 글로리아 델라 로사, 피스메이커 시연에 초청 받은 배우 역
- 레이 맨제릭 - 찰리 심보 역
- 존 라일리 - 스웨인 역
- 찰스 레빈 - 렉틴 박사 역
- 페페이 서나 - 바디스 역
- 토니 플라나 - 치카노 남자 역
- 데이비드 해스컬 - 로크웰 임원 역
- 루이 지엄발보 - 프레디 먼츠, 에디의 형 역
- 브래드퍼드 잉글리시 - 맥도널 더글러스 사람 역
- 주디스 볼드윈 - 럭업 여성 진행자 1 역
- 로버트 데이비드 홀 - 레이 페니도 역

## 기타 제작진
- 협력 제작: 데이비드 샐븐
- 배역: 낸시 클로퍼
- 미술: 빌 맬리
- 의상: 리타 리그스